# Francisco Álvarez (futbolista argentino)
Francisco Fabián Álvarez (Rawson, Provincia de San Juan; 26 de febrero de 2000) es un futbolista argentino que actualmente juega de defensor en el Argentinos Jrs. de la Primera División.

## Carrera
Realizó inferiores en San Martín de San Juan y debutó el 12 de febrero de 2018 en la derrota 2-1 frente a Atlético Tucumán por la Primera división 2017/18.
A principios de 2022 Talleres de Córdoba adquiere el 60% del pase y firma contrato hasta diciembre de 2026.
Al no ser tenido en cuenta por el entrenador Pedro Caixinha, en junio de 2022 pasa a préstamo a Patronato hasta junio de 2023.

## Clubes
| Club             | País      | Año           | Partidos | Goles |
| ---------------- | --------- | ------------- | -------- | ----- |
| San Martín SJ    | Argentina | 2018-2021     | 49       | 1     |
| Talleres         | Argentina | 2022          | 5        | 0     |
| Patronato        | Argentina | 2022-2023     | 17       | 1     |
| Barracas Central | Argentina | 2023          | ⠀42      | 5     |
| Argentinos Jrs.  | Argentina | 2024-presente | 52       | 2     |